# تيم جوترو
تيم جوترو (بالإنجليزية: Tim Gautreaux)‏‏ (1947 في مورغان سيتي - ) كاتب، وروائي من الولايات المتحدة.

## الجوائز
- جائزة دوس باسوس  [لغات أخرى]‏
- Southern Book Prize [الإنجليزية]‏